# Tanjung Batu (Keliling Danau)
Tanjung Batu is een bestuurslaag in het regentschap Kerinci van de provincie Jambi, Indonesië. Tanjung Batu telt 339 inwoners (volkstelling 2010).